# Concrete (album de Fear Factory)
Pour les articles homonymes, voir Concrete.
 (septembre 2017).
Si vous disposez d'ouvrages ou d'articles de référence ou si vous connaissez des sites web de qualité traitant du thème abordé ici, merci de compléter l'article en donnant les références utiles à sa vérifiabilité et en les liant à la section « Notes et références ».
Albums de Fear Factory
Digimortal
(2001) Hatefiles
(2003)
Singles
1. Sangre de Niños
Sortie : 2002

Concrete est un album du groupe de metal industriel américain Fear Factory, sorti en 2002.
Six des titres proviennent, à l'origine, d'une démo auto-produite et enregistrée en 1991 (voir infra), dont cinq d'entre eux — à l'exception de Piss Christ — ont déjà fait l'objet d'une première édition officielle sur le premier album du groupe, Soul of a New Machine (1992).

## Liste des titres
Toutes les chansons sont écrites et composées par Burton C. Bell, Dino Cazares, Raymond Herrera, sauf annotations.
| 1.    | Big God / Raped Souls                   | 2:37 |
| 2.    | Arise Above Oppression                  | 1:57 |
| 3.    | Concrete                                | 2:28 |
| 4.    | Crisis                                  | 3:34 |
| 5.    | Escape Confusion (Cazares, Herrera)     | 4:09 |
| 6.    | Sangre de Niños                         | 2:03 |
| 7.    | Soulwomb                                | 2:34 |
| 8.    | Echoes of Innocence                     | 3:05 |
| 9.    | Dragged Down by the Weight of Existence | 2:43 |
| 10.   | Deception                               | 0:30 |
| 11.   | Desecrate                               | 2:38 |
| 12.   | Suffer Age (Cazares, Herrera)           | 3:46 |
| 13.   | Anxiety                                 | 1:40 |
| 14.   | Self Immolation                         | 2:33 |
| 15.   | Piss Christ                             | 2:41 |
| 16.   | Ulceration                              | 2:44 |
| 41:41 |                                         |      |

Note :
1. 1 2 3 4 5 6  Ces titres proviennent de la démo originale de 1991. (en) « Fear Factory: Demo (1991) » (album), sur Discogs

## Crédits
| - Burton C. Bell : chant - Dino Cazares : guitare, basse - Raymond Herrera : batterie - Andy Romero : basse - Dave Gibney : spoken word sur Big God, chant sur Raped Souls | - Production : Ross Robinson - Ingénierie, mixage : Mikey Davis, Ross Robinson - Mastering : Eddy Schreyer - A&R : Monte Conner - Livret d'album : Monte Conner, Don Kaye - Photographie : Rick Ferdinande, Howard Rosenberg |